# Nu natten svunnit, dagen grytt
Nu natten svunnit, dagen grytt är en från början amerikansk sång från 1887 som i original hette There's sunshine in my soul today med text av Eliza Edmunds Hewitt och musik av John R Sweney. Sången översattes 1893 till svenska av Peter August Wanngård och publicerades i Stridsropet den 24 juni 1893. Melodin till denna psalm har även använts i nykterhetssången Uti din glada ungdomstid som trycktes 1910 i "Nykterhetsarméns sångbok".

## Publicerad i
- Stridsropet 24 juni 1893.
- Frälsningsarméns sångbok 1897, med inledningsfrasen "Nu natten flytt, och dagen grytt"
- Musik till Frälsningsarméns sångbok 1907 som nr 372 med inledningsfrasen "Nu natten flytt, och dagen grytt"
- Frälsningsarméns sångbok 1929 som nr 325 under rubriken "Jubel, erfarenhet och vittnesbörd" och med inledningsfrasen "Nu natten gått, och dagen grytt"
- Frälsningsarméns sångbok 1968 som nr 326 under rubriken "Det Kristna Livet - Jubel och tacksägelse" och med inledningsfrasen "Nu natten svunnit, dagen grytt" i denna och följande sångböcker.
- Frälsningsarméns sångbok 1990 som nr 581 under rubriken "Erfarenhet och vittnesbörd".
- Sångboken 1998 som nr 86.